# Georg Köhl
Georg "Hauptmann" Köhl (Neurenberg, 19 november 1910 - Krakau, 15 januari 1944) was een Duits doelman. Köhl speelde zijn volledige professionele carrière voor 1. FC Nürnberg waarmee hij het Duits voetbalkampioenschap 1935/36 en de Tschammerpokal in 1935 en 1939 won. In 1937 stond hij eenmalig in doel voor het Duits voetbalelftal.
In 1939 werd Köhl opgeroepen voor de Wehrmacht. Hij speelde op 26 september 1943 zijn laatste van 490 wedstrijden voor het eerste team van de 1. FC Nurnberg.
Zijn arm werd aan het front doorschoten door een kogel, waarna zich een ernstige infectie ontwikkelde. Köhl weigerde de noodzakelijke armamputatie te laten uitvoeren uit vrees voor zijn carrière als doelman en stierf op 15 januari 1944 in een lazaret in Krakau.